# Kornelis Eland

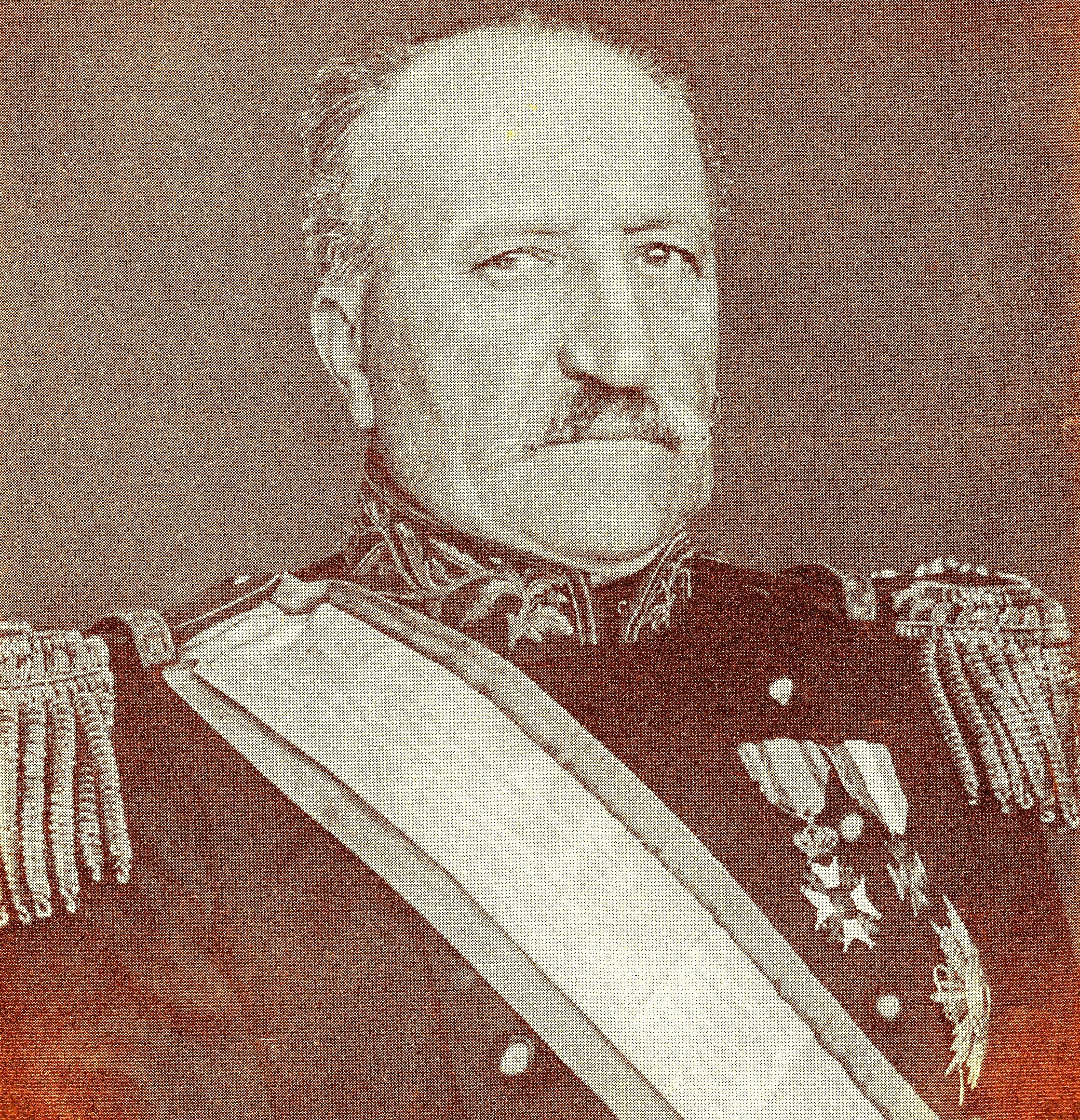
Generalleutnant Kornelis Eland (1905)

Kornelis Eland (* 15. September 1838 in Klundert, Provinz Noord-Brabant; † 8. August 1927 in Utrecht) war ein niederländischer Offizier und Politiker der Liberalen Union (Liberale Unie), der Generalleutnant sowie im Kabinett Pierson zwischen 1897 und 1901 Kriegsminister und zugleich von 1897 bis 1898 kommissarischer Marineminister war. Als Kriegsminister gelang es ihm, die Wehrpflicht durch Stellvertreter abzuschaffen, während eine Armeereform jedoch scheiterte, weil die Zweite Kammer eine kürzere Übungszeit wünschte. Er war zudem zwischen 1905 und 1918 Mitglied der Zweiten Kammer der Generalstaaten (Tweede Kamer der Staten-Generaal), in der er sich ausschließlich mit militärischen Angelegenheiten befasste.

## Leben

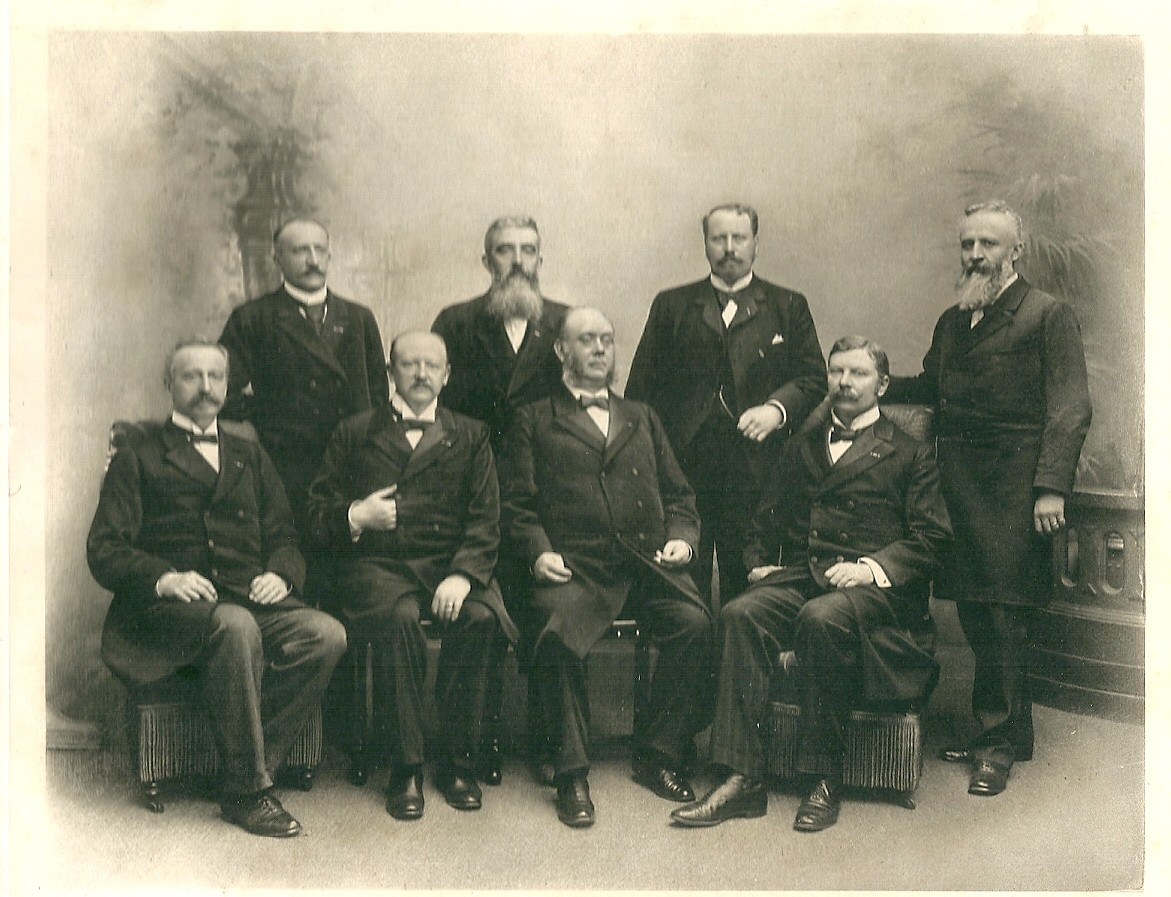
Eland (hinten links) mit den anderen Mitgliedern des Kabinett Pierson (1898).

Kornelis Eland war nach einer Offiziersausbildung als Ingenieuroffizier tätig und wurde nach seiner Beförderung zum Generalmajor (Generaal-majoor) am 16. März 1894 zwischen dem 16. April 1894 und dem 31. Juli 1897 Kommandeur der Verteidigungslinie von Amsterdam.
Am 31. Juli 1897 wurde er als Nachfolger von Joannes Coenraad Jansen Kriegsminister (Minister van Oorlog) im Kabinett Pierson und bekleidete dieses Amt bis zum 1. April 1901, woraufhin Arthur Kool ihn ablöste. Zugleich war er nach dem Rücktritt von Joannes Coenraad Jansen am 22. Dezember 1897 bis zu seiner Ablösung durch Jacob Alexander Röell am 12. Januar 1898 auch kommissarischer Marineminister (Minister van Marine ad interim). Während seiner Amtszeit als Kriegsminister wurde 1898 beschlossen, die Artillerieanlage dauerhaft von Delft nach Hemburg (Zaandam) zu verlegen. 1898 brachte er zusammen mit Innenminister Hendrik Goeman Borgesius eine Änderung des Milizgesetzes (Militiewet) auf den Weg, die die Vertretung in der Miliz (Remplacering) abschaffte und die persönliche Wehrpflicht einführte. Das System der Auslosung, wer tatsächlich einberufen wurde, wurde beibehalten. Allerdings konnten die Ausgeschlossenen bei der Ableistung des Militärdienstes nicht mehr gegen Entgelt ersetzt werden. Geistliche Amtsträger und Priester wurden vom Militärdienst befreit. Er erstellte 1899 zusammen mit Innenminister Goeman Borgesius und Justizminister Pieter Cort van der Linden das neue Kriegsgesetz (Oorlogswet 1899). Dieses regelte den Kriegszustand und das Kriegsrecht, wobei im Rahmen des Kriegsrechts der Oberbefehlshaber weitreichende Eingriffsbefugnisse in das gesellschaftliche Leben erhielt, beispielsweise hinsichtlich der Meinungsfreiheit, der Verteilung und Organisation von und um Militärbefestigungen. Nach der Verabschiedung des von ihm für inakzeptabel erklärten Änderungsantrags durch Jan van Gilse, der die Aufnahme einer verkürzten Dienstzeit von achteinhalb Monaten in seinen Entwurf des Milizgesetzes vorsah, trat er am 12. März 1901 als Kriegsminister zurück. Er selbst wollte eine maximale Dienstzeit von zwölf Monaten vorsehen, obwohl er achteinhalb Monate Ausbildung für ausreichend hielt. Die Zweite Kammer der Generalstaaten nahm den Van-Gilse-Änderungsantrag mit 47 zu 44 Stimmen an.
Eland wurde am 1. August 1898 zum Generalleutnant (Luitenant-generaal) befördert und trat am 1. August 1902 in den Ruhestand. Am 19. September 1905 wurde er für die Liberale Union (Liberale Unie) im Wahlkreis Arnheim erstmals Mitglied der Zweiten Kammer der Generalstaaten (Tweede Kamer der Staten-Generaal) und gehörte dieser bis zum 17. September 1918 an. Bei den Wahlen am 17. Juni 1913 besiegte er den späteren Minister Jacob Adriaan de Wilde von der Anti-Revolutionaire Partij (ARP) im zweiten Wahlgang, während er bei den Wahlen am 15. Juni 1917 gegen M. C. van Wijhe von der Sociaal-Democratische Partij (SDP) gewann. Bei den Wahlen am 3. Juli 1918 verzichtete er fast Achtzigjährige auf eine erneute Kandidatur. In der Zweiten Kammer sprach er fast ausschließlich über militärische Angelegenheiten und lehnte Vorschläge für Kürzungen der Bauaktivitäten für die Verteidigungslinie von Amsterdam ab. Er war zwischen 1917 und 1918 Vorsitzender des Haushaltsausschusses für Kapitel VIII (Krieg) sowie von Januar bis Juli 1917 Mitglied der Zentralabteilung der Zweiten Kammer der Generalstaaten.
Ein Schwager von ihm, Johan Hora Adema, war Bürgermeister von Aalten, Hengelo und Harlingen.

## Weblink
- K. Eland (Parlement & Politiek) (Memento vom 26. April 2021 im Internet Archive)